# Madcon
Madcon, bildat 1992 i Oslo, är en norsk musikgrupp bestående av Tshawe Baqwa och Yosef Wolde-Mariam.

## Karriär
Deras första singel "God Forgive Me" släpptes år 2000. Debutalbumet It's All a Madcon släpptes år 2004 och vann med det albumet Spellemannprisen i klassen "Hip-hop/RnB". Madcons andra album, So Dark the Con of Man (med titel lånad av Dan Browns roman Da Vinci-koden), släpptes december 2007. Med sitt andra album vann Madcon sin andra Spellemannpris. Madcom vann också Spellemannprisen i klassen "Årets hit" för låten "Beggin'".
Madcon blev internationellt kända år 2008 för deras låt "Beggin'", en cover av The Four Seasons låt "Beggin'". Madcons tredje album An InCONvenient Truth lanserades december 2008. Låten "Liar" från albumet blev en stor framgång i Norge. Under Spellemannprisen 2008 vann Madcon två priser, i klassen "Årets musikkvideo" för "Liar" och "Årets eksport".
År 2010 blev deras singel "Glow" känd då den framfördes i finalen av Eurovision Song Contest 2010 i Oslo i Norge den 29 maj 2010. "Glow" vann Spellemannprisen 2010 i klassen "Årets hit".
Madcons singel "Beggin'" var med som bakgrundsmusik vid dans i filmen Step Up 3D. 2015 släppte de en ny singel, "Don't Worry".

## Medlemmar
- Tshawe Baqwa (f. 6 januari 1980 i Tyskland) – rappare, röstskådespelare, programledare (aka "Kapricon")
- Yosef Wolde-Mariam (f. 4 augusti 1978 i Norge) – rappare, programledare (aka "Critical")

## Diskografi
Studioalbum
- 2004 – It's All a Madcon
- 2007 – So Dark the Con of Man
- 2008 – An InCONvenient Truth
- 2010 – Contraband
- 2012 – Contakt
- 2013 – Icon
- 2018 – Contakt Vol. 2

Singlar
- 2007 – "Beggin'"
- 2008 – "Back On The Road" (med Paperboys)
- 2009 – "Liar"
- 2010 – "Freaky Like Me" (med Ameerah)
- 2011 – "Outrun The Sun" (med Maad*Moiselle)
- 2011 – "TAG" (med Lazee & J-Son)
- 2011 – "Helluva Nite" (med Maad*Moiselle)
- 2012 – "Kjører På" (med Timbuktu)
- 2013 – "One Life" (med Kelly Rowland)
- 2015 – "Don't Worry" (med Ray Dalton)
- 2016 – "Don't Stop Loving Me" (med KDL)
- 2017 – "Got A Little Drunk"
- 2017 – "Ting & Tang" (med Arif)
- 2018 – "Drimmedua" (med Kamelen)
- 2018 – "Gåsehud" (med Unge Ferrari)
- 2018 – "Contakt"

Samlingsalbum
- 2009 – Conquest